# Minns du?
Minns du? är en svensk klippfilm från 1935 gjord av Knut Martin.
Filmen består av avsnitt ur filmer från 1907 fram till 1924. Däribland Han som klara' boven (1907), Värmlänningarne (1910), Fänrik Ståls sägner (1910), Regina von Emmeritz och Konung Gustaf II Adolf (1910), Järnbäraren (1911), Dödsritten under cirkuskupolen (1912), Ingeborg Holm (1913), Mannekängen (1913), Carolina Rediviva (1920), Gyurkovicsarna (1920), De läckra skaldjuren (1920), En lyckoriddare (1921) och Mälarpirater (1923).